# Ochicanthon danum
Ochicanthon danum là một loài bọ cánh cứng trong họ Bọ hung (Scarabaeidae).